# Эпоха Просвещения в Греции
Эпоха Просвещения в исторической Греции является сложным социокультурным феноменом конца XVII — первой половины XIX веков. Начало проникновения идей западноевропейского Просвещения в Грецию приблизительно совпадает с началом развития творчества фанариотов, наиболее образованной социальной группы в Греции эпохи османского владычества.
Одной из предпосылок развития культурной жизни и творческого сознания Греции XVII—XVIII веков стали острые экономические и внутриполитические противоречия турецкого общества, позволившие представителям подчинённых народов занять видные должности в государственном аппарате (к таким деятелям относятся, например, Александр Маврокордато и Николай Маврокордато). В то же время греческая словесность продолжала оказывать влияние на культурную жизнь государств за рубежом Османской империи (такой характер носила, например, деятельность братьев Лихудов и Евгения (Вулгариса) в Российской империи).
Перенесение идеологем европейского Просвещения на греческий культурный контекст происходило в том числе благодаря академическим связям греков с Европой. Так, фанариот Александр Маврокордато, поэт Дионисиос Соломос, епископ Евгений (Вулгарис) получали высшее образование в Италии.
В свою очередь, распространение образования в независимой Греции первой половины XIX в. было тесно связано с греческим языковым вопросом.